# Пунта-Кана
Пунта-Кана — муниципальный район в провинции Ла-Альтаграсия, расположенный на юго-восточном побережье Доминиканской республики, на восточной оконечности острова Гаити, известный курортно-туристическим комплексом Puntacana Resort and Club. Население района составляет около 325 244 человек.

## Туризм
В престижный курорт это место превратилось благодаря деятельности компании Grupo Puntacana, основанной в 1969 году доминиканцем Фрэнком Рейньери и американцем Теодором Хилом (в 1997 совладельцами бизнеса также стали дизайнер Оскар де ла Рента и певец Хулио Иглесиас). Grupo Puntacana занимается управлением своего туристического комплекса Puntacana Resort and Club и развитием Пунта-Каны — строительством школ, больниц и транспортной инфраструктуры, экологическими мероприятиями.
Купив участок земли в 1969 году, Рейньери и Хилл смогли привлечь американских инвесторов и уже в 1971 году открыли небольшой гостиничный комплекс Punta Cana Club Hotel, рассчитанный на приём примерно 40 гостей и состоящий из десяти двухместных бунгало, клуба, нескольких вспомогательных построек, электрогенератора и взлётно-посадочной полосы. Из-за отсутствия дорог этот отель не приносил той прибыли, на которую они рассчитывали — в 1975 году Рейньери требовалось пять часов, чтобы добраться до места назначения. К 1979 году они владели участком площадью 48 км² и привлекли к строительству нового отеля французскую компанию Club Mediterranée. Гостиница на 200 мест была открыта в 1981 году, тогда же была проложена трасса, соединившая комплекс с государственной дорожной системой. В этот период Рейньери начал лоббировать в правительстве идею постройки аэропорта и в 1982 году он получил на это официальное разрешение. Открытие первого в мире частного международного аэропорта состоялось 17 декабря 1983 года. После этого потенциалом территории заинтересовался испанский бизнесмен Габриель Барсело. В 1985 году его гостиничная сеть Barceló Group построила в Пунта-Кане гостиничный комплекс уже на 400 мест.

## Транспорт

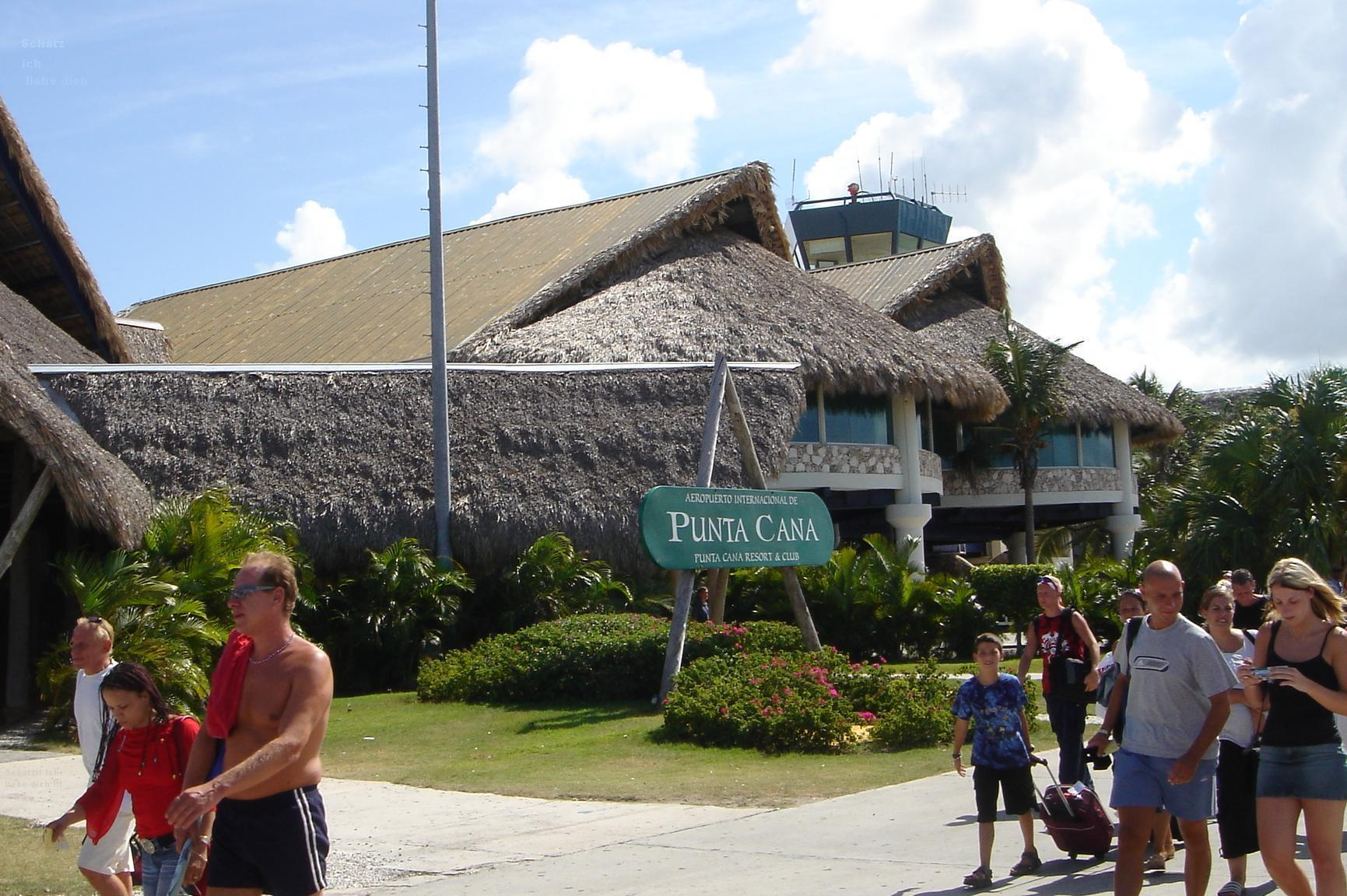
Внешний вид Международного аэропорта Пунта Кана

Международный аэропорт Пунта Кана, построенный в 1984 году, является одним из крупнейших на Карибских островах и первым частным международным аэропортом в мире. Он обслуживает более чем 50 авиакомпаний. По данным на 2018 год, в период с января по июль аэропорт принял более 2 млн 492 тысячи пассажиров, что составило 69,7% всех иностранных туристов, посетивших тогда Доминикану.